# Еттенгаузен-ан-дер-Зуль
Еттенгаузен/Зуль (нім. Ettenhausen/Suhl) — громада в Німеччині, розташована в землі Тюрингія. Входить до складу району Вартбург.
Площа — 5,37 км2. 